# DeWanna Bonner
DeWanna Bonner (ur. 21 sierpnia 1987) – amerykańska koszykarka występująca na pozycjach rzucającej oraz niskiej skrzydłowej, obecnie zawodniczka Çukurova Basketbol, a w okresie letnim – Connecticut Sun, w WNBA.
2 października 2018 dołączyła do chińskiego Shandong Sports Lottery.
11 lutego 2020 została zawodniczką Connecticut Sun.

## Osiągnięcia
Stan na 31 stycznia 2022, na podstawie, o ile nie zaznaczono inaczej.
NCAA
- Uczestniczka turnieju NCAA (2008, 2009)
- Mistrzyni sezonu regularnego konferencji Southeastern (SEC – 2009)
- Koszykarka Roku Konferencji Southeastern (2009)
- Zaliczona do:
  - składu
  - I składu:
    - All-America (2009 przez WBCA, USBWA)
    - debiutantek SEC (2006)
    - SEC (2007, 2008, 2009)
    - defensywnego SEC (2009)
    - turnieju SEC (2008, 2009)

  - II składu All-America (2007, 2009 przez Associated Press)
  - składu Honorable Mention (2008)

WNBA
- Mistrzyni WNBA (2009, 2014)
- Finalistka pucharu WNBA Commissioner’s Cup (2021)[6]
- Najlepsza Rezerwowa Sezonu (2009–2011)
- Uczestniczka meczu gwiazd:
  - WNBA (2015, 2018, 2019[7])
  - kadra USA vs gwiazdy WNBA (2021)[8]
- Zaliczona do:
  - I składu:
    - WNBA (2015)
    - debiutantek WNBA (2009)

  - II składu:
    - WNBA (2020)[9]
    - II składu defensywnego WNBA (2015)

Inne drużynowe
- Mistrzyni:
  - Czech (2010, 2018)[10]
  - Hiszpanii (2012)[11]
- Wicemistrzyni:
  - Euroligi (2016)
  - Rosji (2014–2016)[12][13]
- Brązowa medalistka mistrzostw Rosji (2013)[14]
- Zdobywczyni:
  - pucharu Hiszpanii (2011, 2012)[15][11]
  - Superpucharu Hiszpanii (2011)[11]
- Finalistka pucharu Rosji (2014)[12]

Inne indywidualne
- MVP:
  - pucharu Hiszpanii (2011)
  - superpucharu Hiszpanii (2011)[11]
- Najlepsza:
  - zagraniczna zawodniczka ligi czeskiej (2010)[10]
  - zawodniczka obronna ligi rosyjskiej (2013, 2014, 2015)[14][12][13]
- Uczestniczka meczu gwiazd Euroligi (2011)
- Zaliczona przez eurobasket.com do:
  - I składu:
    - ligi czeskiej (2010)[10]
    - hiszpańskiej ligi LFB (2011, 2012)[15][11]
    - ligi rosyjskiej PBL (2013, 2014, 2015)[14][12][13]
    - zawodniczek zagranicznych ligi:
      - czeskiej (2010)[10]
      - hiszpańskiej (2011, 2012)[15][11]
      - ligi rosyjskiej PBL (2013, 2014, 2015)[14][12][13]

Reprezentacja
- Mistrzyni:
  - Ameryki U–20 (2006)
  - mistrzostw świata U–21 (2007)